# 1648 в Україні

## Події

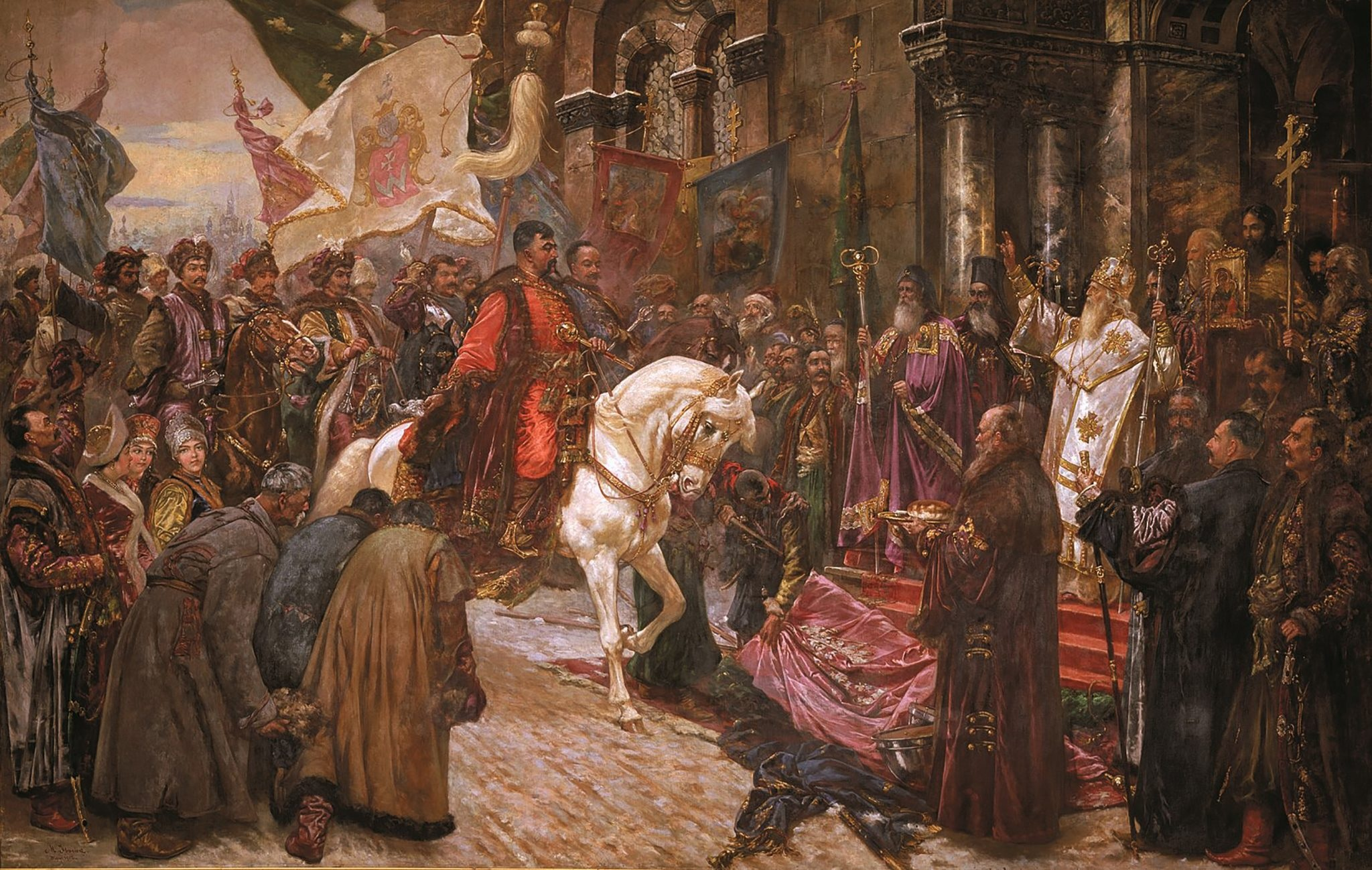
Тріумфальний в'їзд Богдана Хмельницького до Києва у грудні 1648 року

- Початок Національно-визвольної війни під керівництвом Богдана Хмельницького[1]:
  - 21 січня — після звільнення з арешту, втративши надію на схильне до нього рішення у майновому питанні щодо слободи Суботів, Богдан Хмельницький із загоном близько 400 козаків знищив польську залогу на острові Базавлук, звільнивши Запорізьку січ від польського контролю.
  - 4 лютого — розбивши польську залогу, Богдан Хмельницький захопив Микитинську Січ, де був обраний гетьманом Війська Запорозького. Це стало початком повстання, під час якого Річ Посполита втратила контроль над більшою частиною українських етнічних земель й через півтора роки була змушена визнати автономність гетьманської влади над Київським, Чернігівським та Брацлавським воєводствами і східними районами Волині та Поділля.
  - березень — укладення Бахчисарайського договору між Гетьманською Україною (гетьманом Богданом Хмельницьким) і Кримським ханством (Кримським ханом Іслямом Ґераєм III) про військово-політичний союз.
  - 29 квітня-16 травня — відбулася битва під Жовтими Водами, в якій козаки Богдана Хмельницького за підтримки татарською кіннотою Тугай-бея, здобуло свою першу перемогу над армією Речі Посполитої, очолюваною ніжинським старостою Стефаном Потоцьким.
  - 26 травня — козацько-татарські загони Богдана Хмельницького і Тугай-бея в битві під Корсунем вщент розбили польське військо гетьмана коронного Миколая Потоцького, який разом зі свої заступником Марціном Калиновським і кількома десятками вельмож був узятий у полон. Ця перемога відкрила козакам шлях на Білу Церкву, яка стала центром повстання, що охопило Київщину та Поділля.
  - 12 липня — козацьке військо під керівництвом Максима Кривоноса взяло штурмом Полонську фортецю, ключ до Волині.
  - 13 серпня — 23 вересня — у битві під Пилявцями (тепер — село Пилява Старосинявського району Хмельницької області) військо Богдана Хмельницького розбило польську армію воєначальників Миколая Остророга, Домініка Заславського і Александра Конецпольського. Почалося повне звільнення Волині і Поділля.
  - 6 жовтня — українсько-татарське військо під керівництвом Богдана Хмельницького взяло в облогу Львів.
  - 15 жовтня — після кількох днів штурму козацько-татарські загони під командою полковника Максима Кривоноса захопили Високий замок, стратегічно важливу фортецю поблизу Львова. Опинившись під загрозою артилерійського обстрілу, міський магістрат виплатив війську Богдана Хмельницького величезний відкуп, після чого його армія зняла облогу і рушила далі на захід до Замостя.
  - 17 (27) грудня — Богдан Хмельницький на чолі повстанського війська тріумфально вступив до Києва.

## Особи

### Призначено, звільнено
- обрання гетьманом Богдана Хмельницького[1].

### Народились
- Девлет II Ґерай  — кримський хан у 1699—1702, 1709—1713 рр. з династії Ґераїв, старший син Селіма I Ґерая. (пом. 1718).
- Теодор Немирич  — державний діяч, урядник Речі Посполитої. (пом.. бл. 1700).

### Померли
- 16 травня — Мики́та Ґалаґа́н — український національний герой, який у ході Корсунської битви (16 травня 1648 року) за дорученням Б. Хмельницького свідомо пішов на тортури та смерть, аби видати ворогу дезінформацію про кількість і розташування козацьких військ і завів 25-тисячне річпосполитське військо в хащі, що дало змогу козакам атакувати у вигідних для них умовах.
- Фе́дір Скоропа́дський — український військовий діяч 17 століття. Загинув в битві на Жовтих Водах. Батько Іллі Скоропадського.

## Пам'ятні дати та ювілеї
- 750 років з часу (898 рік):
  - Облоги Києва — нападу кочівників-угорців на чолі з ханом Алмошем на Київ в ході їх кочування на захід і попередній завоюванню батьківщини на Дунаї (з центром в Паннонії)[2].
  - першої писемної згадки про місто Галич[1][3][4] — колишньої столиці Галицько-Волинського князівства, наймогутнішої твердині на південно-західних давньоруських землях, а нині — центру Галицької міської громади Івано-Франківської області.
- 575 років з часу (1073 рік):

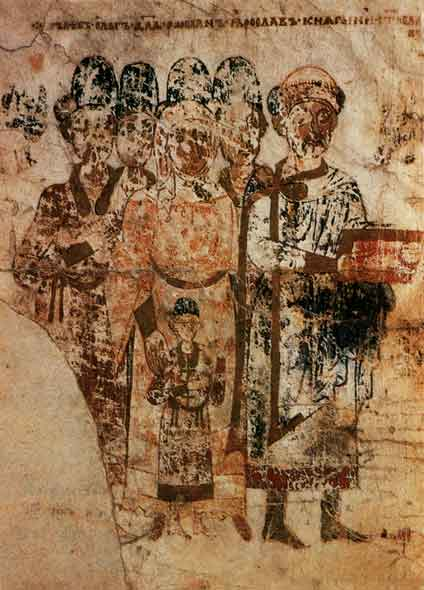
Зображення Святослава Ярославича в «Ізборнику» 1073 року

- - розпаду триумвірату в результаті захоплення великокняжого престолу Святославом Ярославичем (до 1076 року) за допомогою брата Всеволода[5].
  - укладення енциклопедичного збірника Ізборник Святослава[5].
- 475 років з часу (1173 рік):
  - другого походу великого князя володимирського Андрія Боголюбського на Київщину[6] та його розгромлення під Вишгородом українцями під командуванням Мстислава Ростиславича та луцького князя Ярослава Ізяславича, який після перемоги став великим київським князем[7].

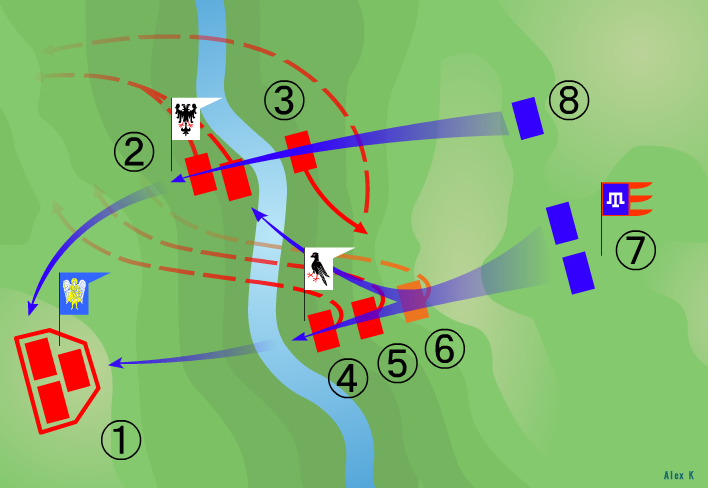
Уявний план битви на Калці за Іпатіївським літописом(31 травня 1223 року):1) Кияни Мстислава Романовича; 2) Чернігівці Мстислава Святославича; 3) Курчани Олега Святославича; 4) Галичани Мстислава Удатного; 5) Волинці Данила Романовича; 6) Половці Яруна; 7) Монголи Субедея і Джебе; 8) Бродники Плоскині.

- 425 років з часу (1223 рік):

- - 31 травня — битви на річці Калка, коли монгольські війська під командуванням полководців Чингізхана Субедея Баатура і Джебе-нойона перемогли спільні війська руських князів, під керівництвом Мстислава Романовича Київського, Мстислава Мстиславича Галицького, Мстислава Святославича Чернігівського та половецького хана Котяна Сутоєвича.[9].
- 325 років з часу (1323 рік):
  - Ліквідації Переяславського князівства.
- 300 років з часу (1348 рік):
  - вторгнення військ польського короля Казимира III на Галичину та Волинь.
- 250 років з часу (1398 рік):
  - проголошення Вітовта самостійним правителем Великого князівства Литовського, Руського та Жемайтійського.
- 200 років з часу (1448 рік):
  - 15 грудня — самовільне відокремлення Російської Православної Церкви від Київської Митрополії Константинопольського Патріархату та проголошення єпископа Рязанського Іони «Митрополитом Київським» самостійно, без дозволу Вселенського Патріархату[10].
- 150 років з часу (1498 рік):
  - князю Костянтину Острозькому вручено гетьманську булаву Великого князівства Литовського[11][12].
- 100 років з часу (1548 рік):
  - першої писемної згадки про місто Рені (в Ізмаїльському районі Одеської області).
- 75 років з часу (1573 рік):
  - походу флотилії Самійла Кішки в Чорне море до гирла Дунаю.
- 50 років з часу (1598 рік):
  - Повстання гетьмана реєстрового козацтва (1598—1599) Федора Полоуса проти польської влади, того ж року морський похід на Кілію, Білгород, Тягиню і Сілістрію.
  - заснування містечка Тростянець (селище міського типу Гайсинського району, Вінницької області).
  - заснування українськими козаками[13] слободи Більської (Стара Біла[14]) на території Острогозького Слобідського полку, шо стало містечком Старобільськом — районний центр у Луганській області.
- 25 років з часу (1623 рік):
  - обрання Михайла Дорошенка гетьманом Запорозького козацтва[1].
  - походу козацької флотилії Оліфера Голуба в Чорне та Азовське моря, розгром османської ескадри під Кафою.
  - морського походу під рукою гетьмана Михайла Дорошенка на Стамбул.

### Установ та організацій
- 75 років з часу (1573 рік):
  - 25 лютого — заснування у Львові у монастирі святого Онуфрія Іваном Федоровим друкарні[1], де наступного року було надруковано перший східнослов'янський «Буквар»[15].

### Видатних особистостей

#### Народження
- 625 років з часу (1023 рік):
  - народження Анастасії Ярославни, королеви Угорщини (1046—1061 рр.) з династії Рюриковичів, дружини короля Андраша I; наймолодша дочка Ярослава Мудрого та Інгігерди, сестри королеви Франції Анни Ярославни та королеви Норвегії Єлизавети Ярославни (пом 1074).
- 225 років з часу (1423 рік):
  - народження Ма́ртина Ґа́штовта[16][17] / 1505) — київського воєводу, який 1471 року поклав кінець існуванню удільного Київського князівства.
- 125 років з часу (1523 рік):
  - народження Григорія Самборчика (або Григорія з Самбора) — українського (руського) вченого, поета епохи Відродження, гуманіста (пом. 26 лютого 1573).
- 25 років з часу (1623 рік):
  - народження Івана Брюховецького, українського військового, політичного і державного діяча, гетьмана Лівобережної України (1663—1668 рр.). (пом. 17 червня 1668).
  - народження Романа Ракушка-Романовського — державного і церковного діяча другої половини 17 століття. (пом. 1703).
  - народження Іри́ни Сомко — дружини українського гетьмана Якима Сомка. (пом. бл. 1678).

#### Смерті

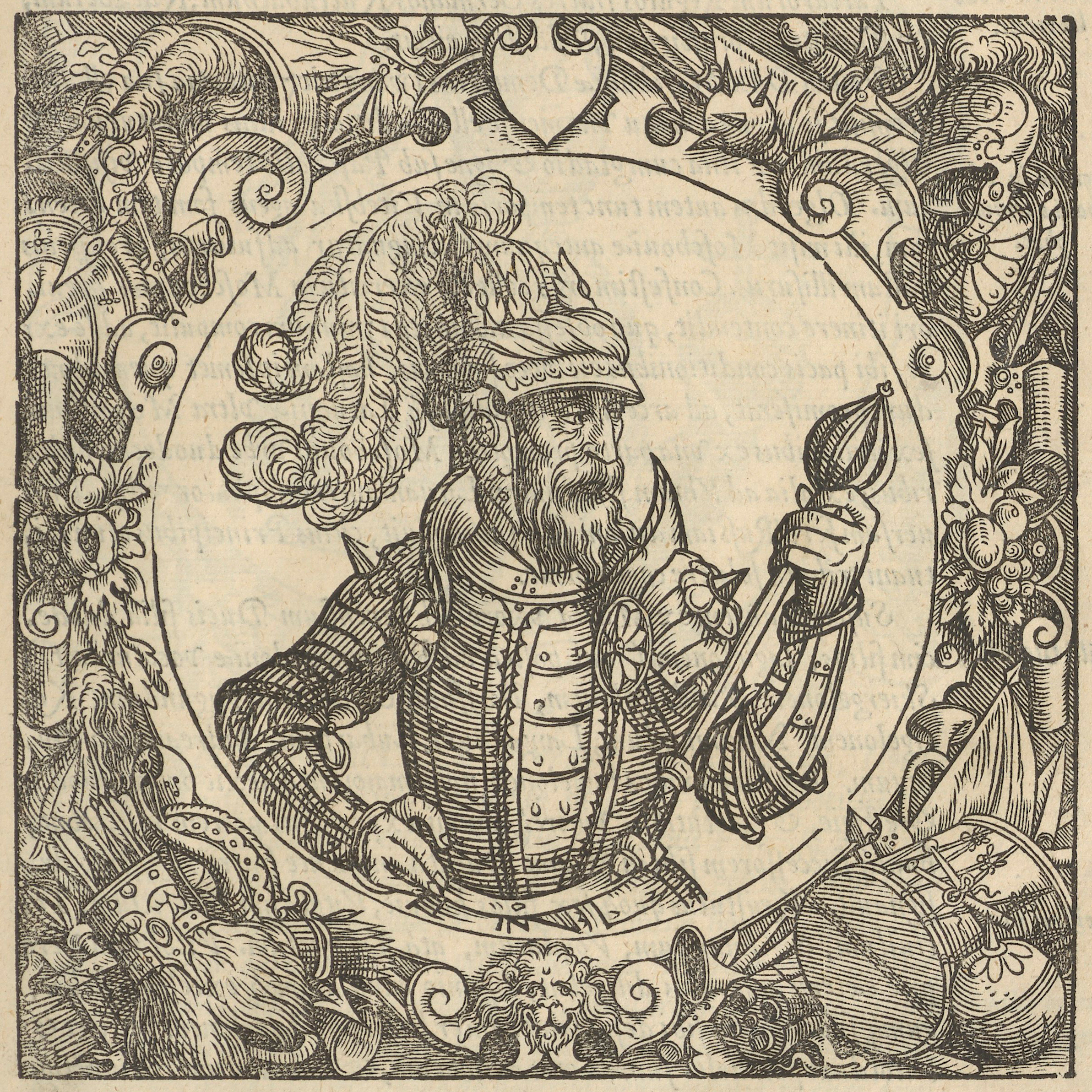
уявний портрет Ольгерда Гедиміновича 1578 року

- 575 років з часу (1073 рік):

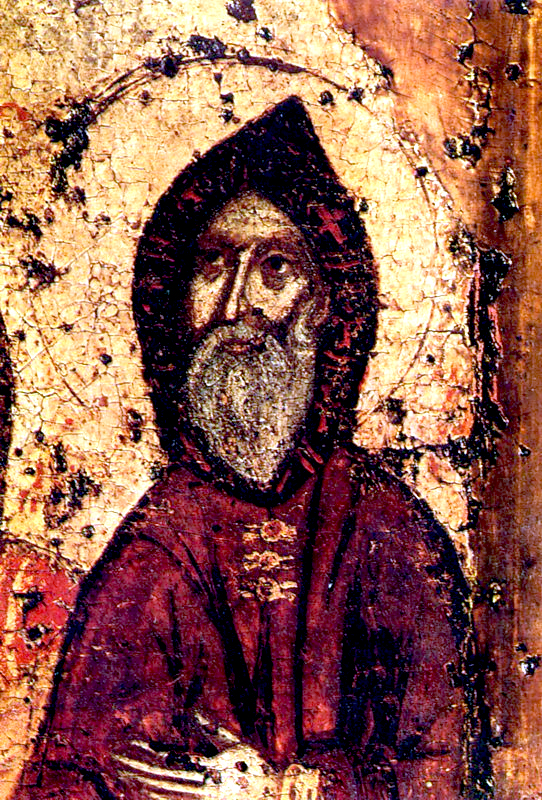
Фрагмент Свенської ікони Божої Матері

- - смерті Антонія Печерського, церковного діяча Русі-України, одного із засновників Києво-Печерського монастиря і будівничог Свято-Успенського собору (нар 983)[1][18];
- 550 років з часу (1098 рік):
  - смерті Єфре́ма II Переясла́вського — церковного діяча, святого XI–XII століть, митрополита Київського.
- 450 років з часу (1198 рік):
  - смерті Ники́фора ІІ — митрополита Київського та всієї України (1182—1198)[19]
- 425 років з часу (1223 рік):
  - 2 червня — смерті Мстисла́ва Рома́новича (Мстисла́ва Старого) — Великого князя Київського (1212—1223) (нар. 1156).
- 300 років з часу (1323 рік):
  - смерті Андрі́я Ю́рійовича та Лева II Ю́рійовича[20]) — галицьких князів із династії Романовичів, співправителів Королівства Русі та Галицько-Волинського князівства[21].
- 275 років з часу (1373 рік):

- - 24 травня — смерті Ольгерда Гедиміновича, великого князя литовського, який за понад 40 років свого правління створив найбільшу державу Європи, що простягалась від Балтійського до Чорного моря (нар. бл. 1296)[22].
- 125 років з часу (1523 рік):
  - смерті Мехме́да I Ґера́я (крим. I Mehmed Geray, ۱محمد گراى‎) — кримського хана у 1515—1523 рр. з династії Ґераї. (нар. 1465).
- 100 років з часу (1548 рік):
  - 1 квітня смерті — Сигізмунда I, короля польського і великого князя Литовського (з 1506 р.) з династії Ягеллонів. (нар. 1 січня 1467).
  - смерті Єжи Крупського — українського[23] шляхтича Королівства Польського, дипломата, воєначальника, каштеляна м. Белз (1509 р.) та м. Львова у 1515 р., белзький воєвода в 1533 р. (нар. 1472).
- 75 років з часу (1573 рік):
  - 26 лютого — смерті Григорія Самборчика (або Григорія з Самбора) — українського (руського) вченого, поета епохи Відродження, гуманіста (нар. 1523).
- 25 років з часу (1623 рік):
  - травень — смерті Богдана Конша[24]) — гетьмана Війська Запорозького.